# 15 let pod maskou

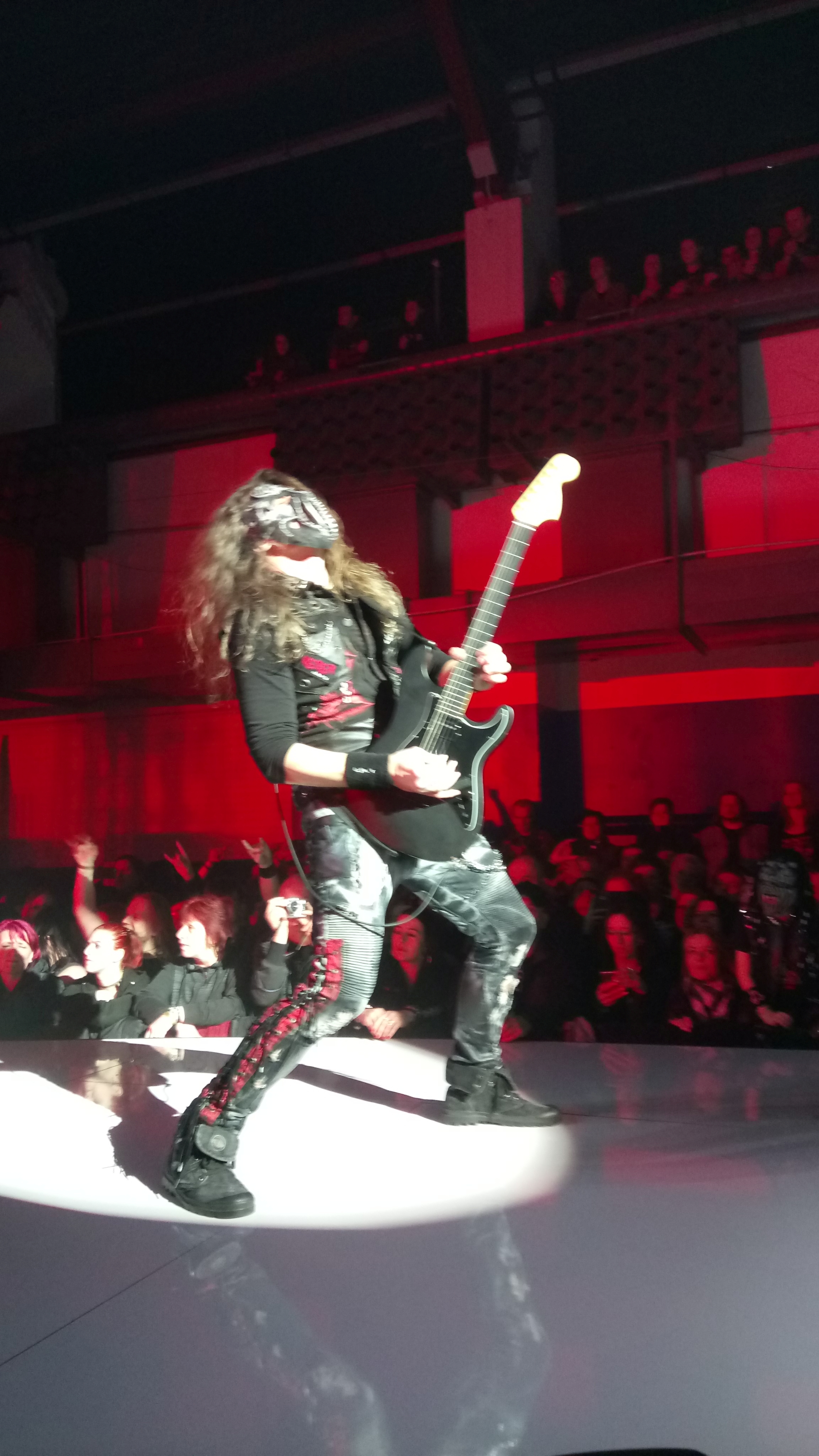
„Dymo“ (Praha)

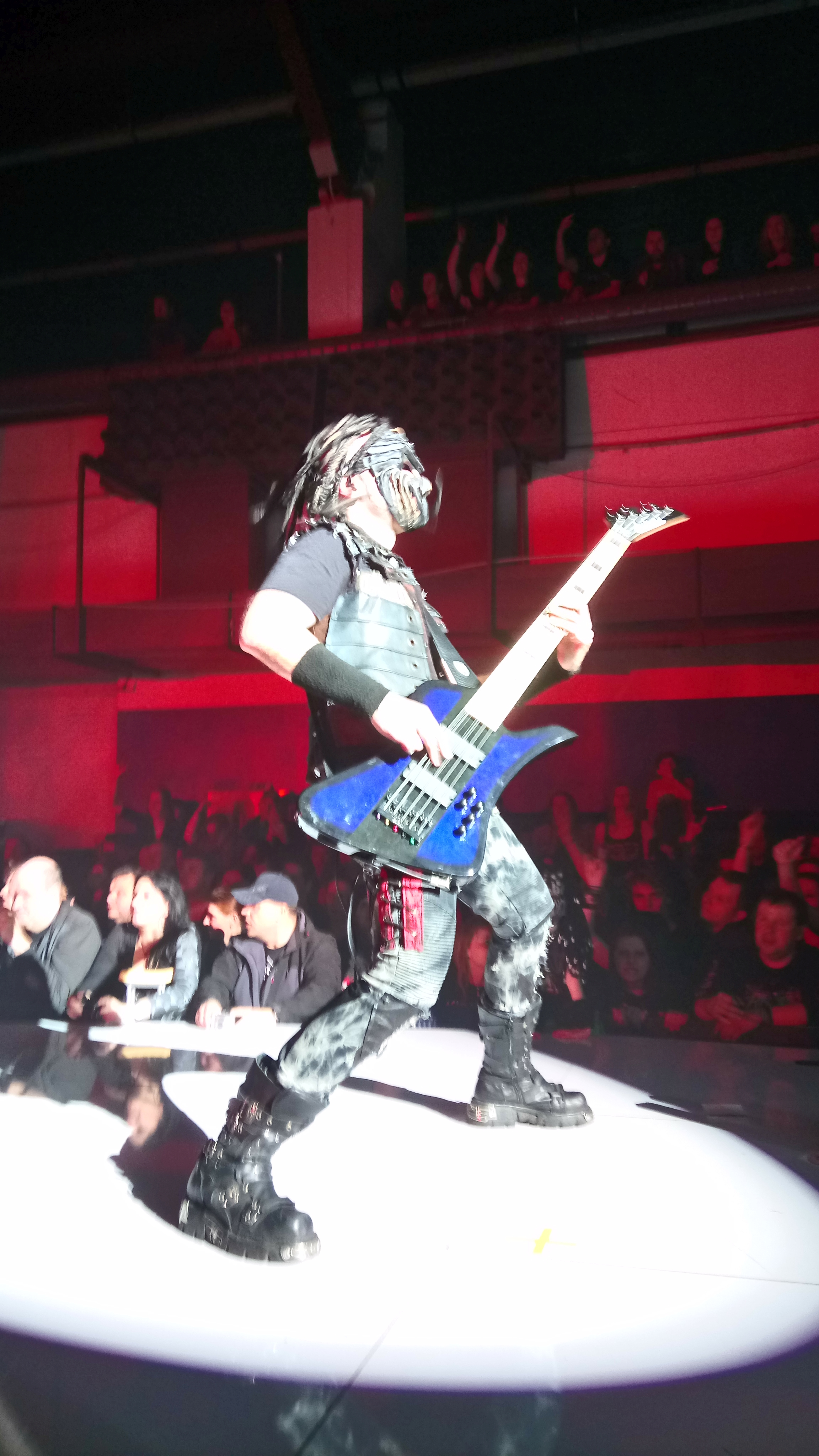
„R2R“ (Praha)

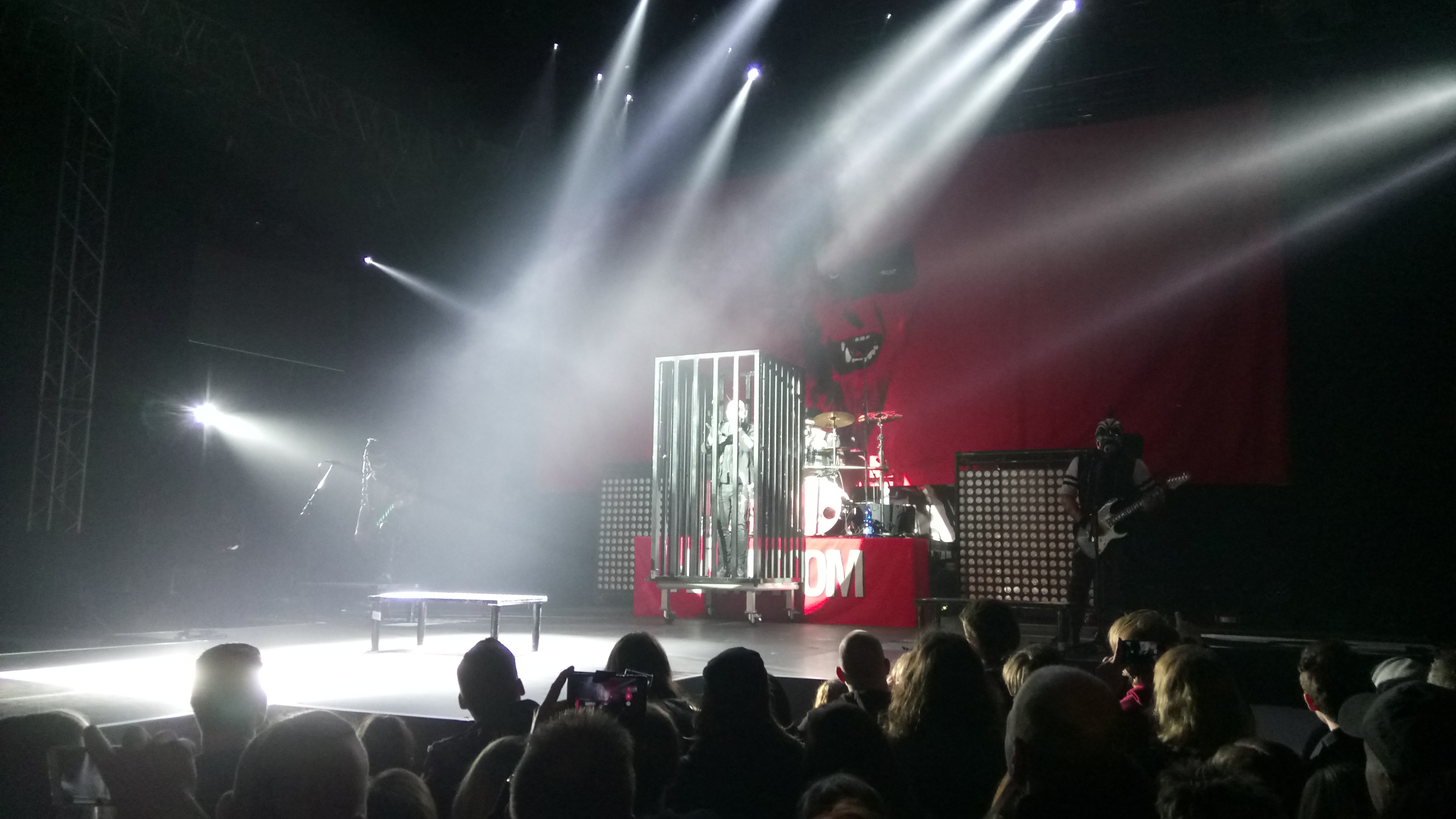
Hämatom - Zeit für neue Hymnen (Praha)

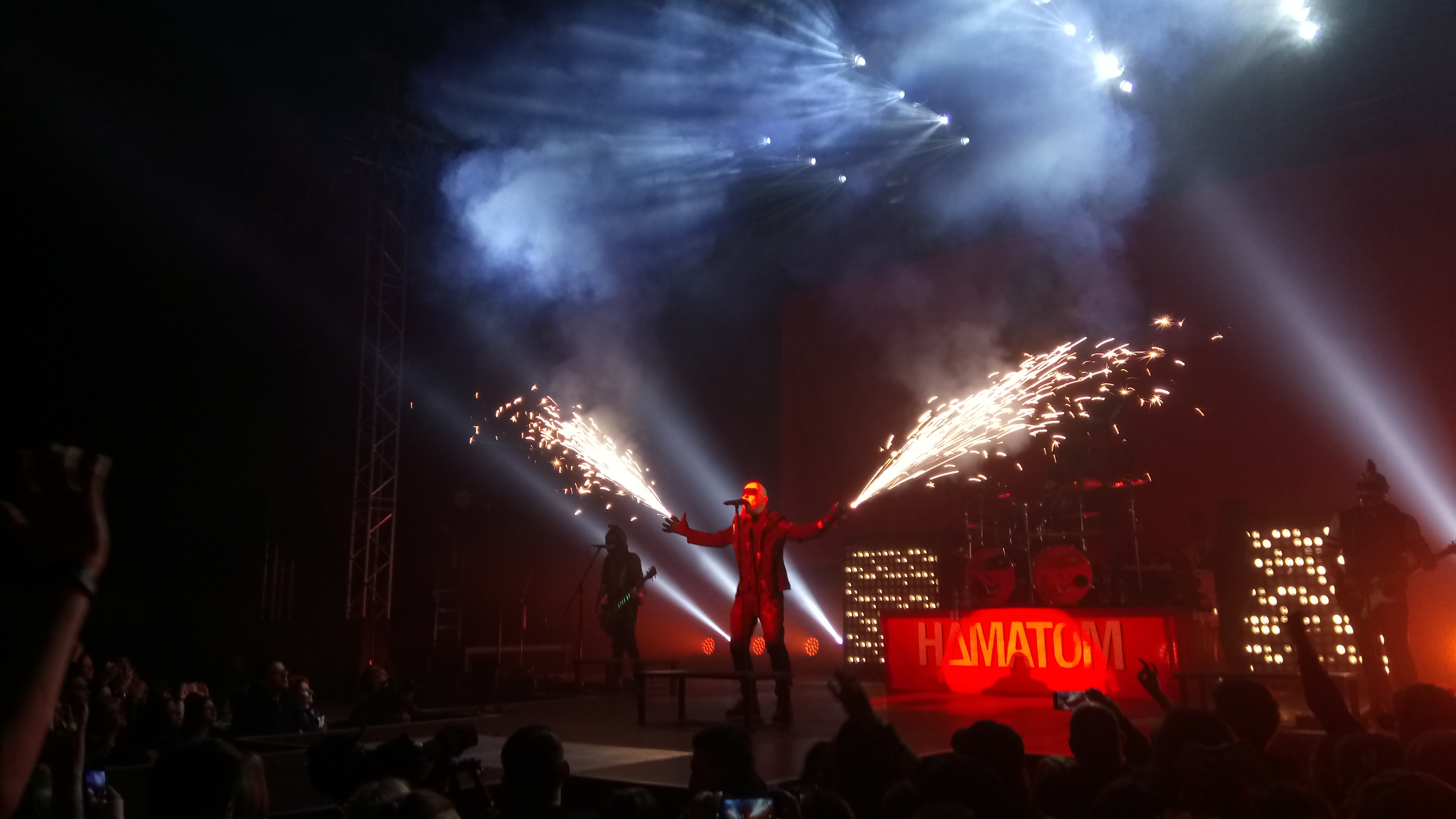
Hämatom - Lichterloh (Praha)

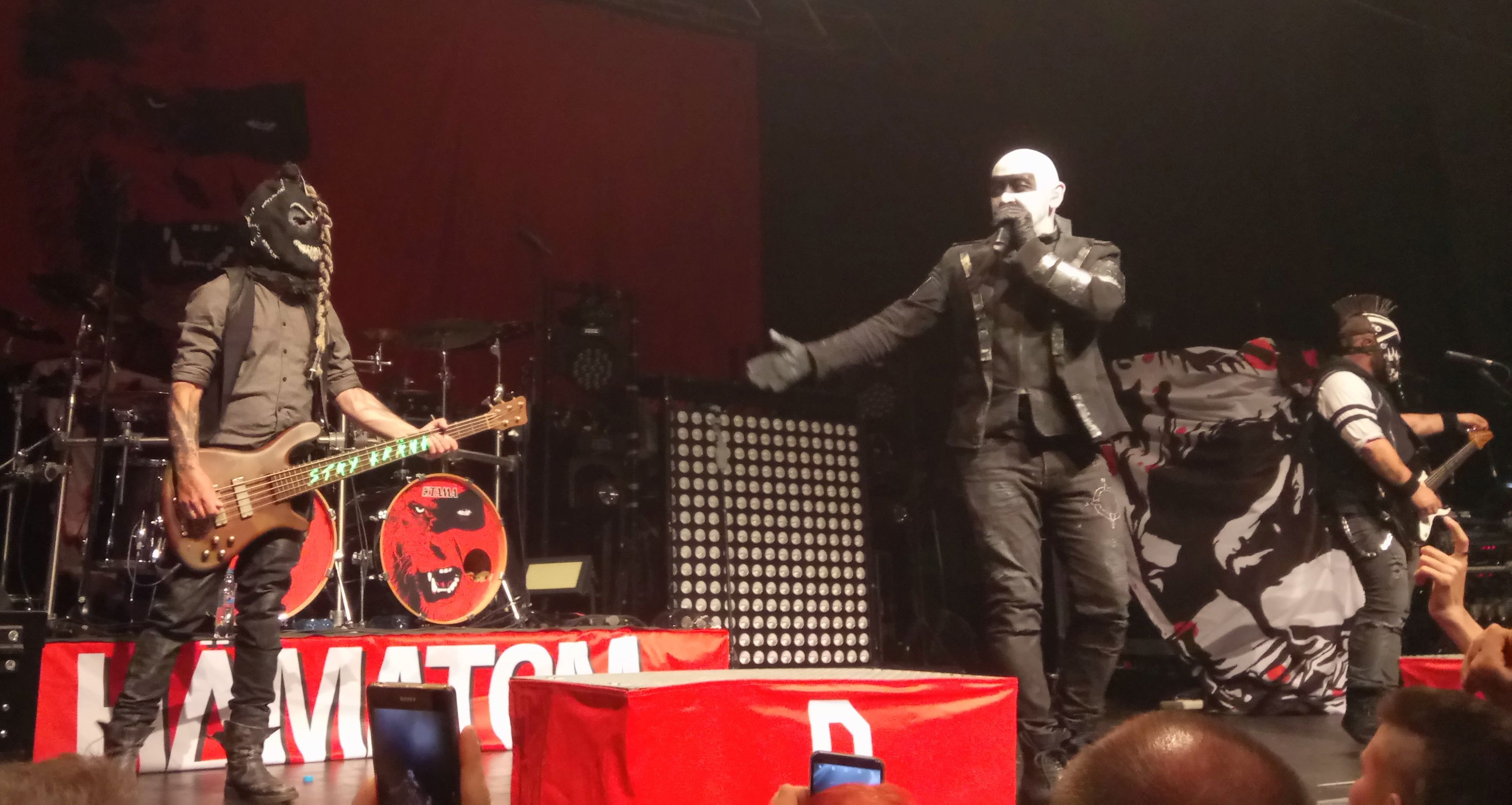
Hämatom (Brno)

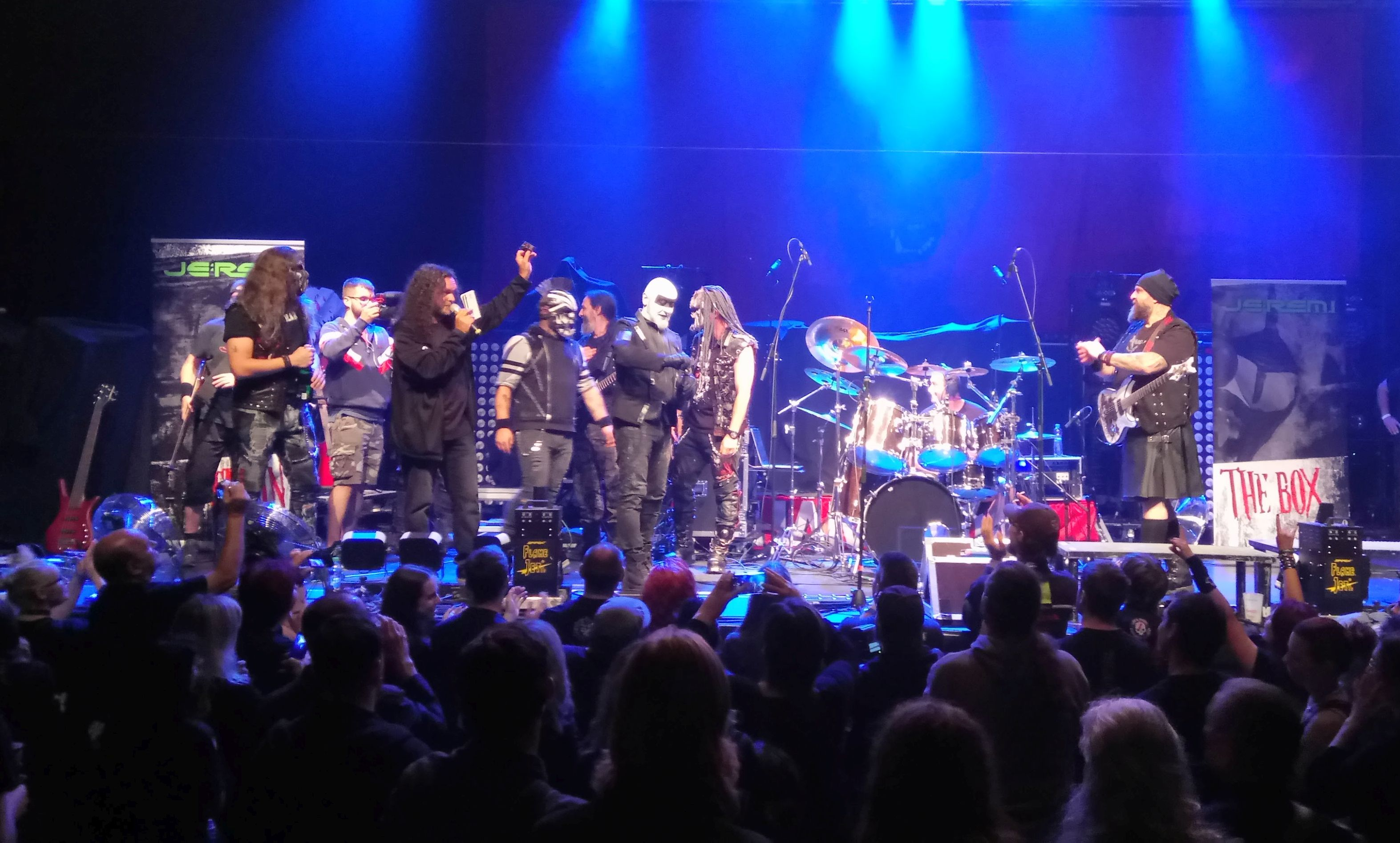
Jerem.I - křest alba (Brno)

15 let pod maskou bylo samostatné turné skupiny Dymytry k patnáctému výročí kapely. Turné mělo celkem třináct zastávek po České republice a jednu na Slovensku v Bratislavě. Hosty byli německá skupina Hämatom (pouze 8 zastávek) a brněnští Jerem.I , v Bratislavě byla hostem místní skupina Mofokiller. K příležitosti turné vznikl singl „S nadějí“ doprovázený videoklipem natočeným společně s několika fanoušky skupiny. Byla také vydána nová (již čtvrtá) edice dvoulitrové plechovky svijanského piva s designem skupiny.

## Koncert Monstrum
Hlavní koncert turné se odehrál 23. března v pražské Malé sportovní hale. Šlo o dosud největší pódiovou show skupiny v její historii  s návštěvou 4000 diváků . V průběhu koncertu byl na obrazovce za pódiem uveden videodokument o historii Dymytry nazvaný „15 let pod maskou“ s Alexanderem Hemalou v roli uvaděče a vypravěče. Celá scéna vážila 22 tun a byla přivezena pěti kamiony. Kvůli zavěšení osvětlení bylo nutné provést stavební úpravy na střeše haly. V Malé sportovní hale scéna těchto rozměrů doposud nikdy nebyla. Koncert byl vyprodán s více než dvouměsíčním předstihem, přesto však skupina přiznala, že vstupné náklady nepokrylo.

## Line-up

### Jerem.I
- Georgi „Joro“ Enchev (zpěv, kytara) [8]
- Jiří „Remi“ Remo (kytara, zpěv) [8]
- Josef Kudláček (basová kytara) [8]
- Miloslav „Miloň“ Nahodil (bicí) [8]

### Hämatom
- „Nord“ - Torsten Scharf (zpěv)
- „Ost“ - Jacek Żyła (kytara)
- „West“ - Peter Haag (basová kytara)
- „Süd“ - Frank Jooss (bicí)

### Dymytry
- Jan „Protheus“ Macků (zpěv)
- Jiří „Dymo“ Urban (kytara)
- Jan „Gorgy“ Görgel (kytara)
- Artur „R2R“ Michajlov (basová kytara)
- Miloš „Mildor“ Meier (bicí)

## Setlisty

### Hämatom

#### Olomouc
1. Intro
2. Zeit für neue Hymnen
3. Mein Leben
4. Ahoi
5. All u need is love
6. Seelenpiraten
7. Auge um Auge
8. Mörder
9. Made in Germany
10. Wir sind Gott
11. Leck mich
12. Outro (Todesmarsch)

#### Praha, Brno
1. Intro
2. Zeit für neue Hymnen
3. Mein Leben
4. Ahoi
5. Kids (2 Finger an den Kopf) - Marteria cover
6. Lichterloh
7. Auge um Auge
8. Mörder
9. Made in Germany
10. Wir sind Gott
11. Ser na systém (variace Fick das System, feat. Protheus)
12. Outro (Todesmarsch)

### Dymytry

#### Olomouc
1. Intro
2. Ne nikdy
3. Věrni zůstaneme
4. Pod vodou
5. Z pekla
6. S nadějí
7. Jsem nadšenej
8. Gorgy - kytarové sólo
9. Captain Heroin
10. Hrad z písku
11. R2R - sólo na baskytaru
12. Harpyje
13. Miloš Meier - bubenické sólo
14. Sedmero krkavců
15. Benzín
16. Ztracená generace
17. Kniha života
18. Lunapark
19. Média
20. Barikády
21. Ocelová parta

Přídavky
1. Žít svůj sen (jen Protheus a Dymo, unplugged)
2. Dej Bůh štěstí
3. Strážná věž
4. Outro

#### Praha
1. Intro
2. Ne nikdy
3. Věrni zůstaneme
4. Pod vodou
5. Z pekla
6. S nadějí
7. Jsem nadšenej
8. Gorgy - kytarové sólo
9. Captain Heroin
10. Hrad z písku
11. Benzín
12. R2R - sólo na baskytaru
13. Harpyje
14. 15 let pod maskou - dokument
15. Sedmero krkavců
16. Ztracená generace
17. Lunapark (feat. Jiří Urban)
18. Miloš Meier - bubenické sólo
19. Média
20. Barikády
21. Dej Bůh štěstí
22. Ocelová parta

Přídavky
1. Žít svůj sen (jen Protheus a Dymo, unplugged)
2. Strážná věž
3. Outro

## Harmonogram turné
| Datum           | Město              | Místo                     | Host             | Poznámka                              |
| --------------- | ------------------ | ------------------------- | ---------------- | ------------------------------------- |
| 10. února 2018  | Olomouc            | S-klub                    | Hämatom, Jerem.I | vyprodáno                             |
| 16. února 2018  | Plzeň              | Šeříkovka                 | Hämatom, Jerem.I | vyprodáno                             |
| 23. února 2018  | Karlovy Vary       | Lidový dům Stará Role     | Hämatom, Jerem.I |                                       |
| 24. února 2018  | Kolín              | Městský společenský dům   | Hämatom, Jerem.I |                                       |
| 16. března 2018 | Znojmo             | Konferenční centrum Dukla | Hämatom, Jerem.I |                                       |
| 17. března 2018 | Zlín               | Masters Of Rock Café      | Hämatom, Jerem.I |                                       |
| 23. března 2018 | Praha              | Malá sportovní hala       | Hämatom, Jerem.I | Megakoncert "MONSTRUM", vyprodáno     |
| 5. dubna 2018   | Bratislava         | Majestic Music Club       | Mofokiller       |                                       |
| 13. dubna 2018  | České Budějovice   | Kulturní dům Vltava       | Jerem.I          |                                       |
| 14. dubna 2018  | Česká Lípa         | Kulturní dům Crystal      | Jerem.I          |                                       |
| 21. dubna 2018  | Hradec Králové     | Kulturní dům Střelnice    | Jerem.I          |                                       |
| 27. dubna 2018  | Polná              | Kulturní středisko Zámek  | Jerem.I          |                                       |
| 11. května 2018 | Jablonec nad Nisou | Eurocentrum               | Jerem.I          |                                       |
| 16. května 2018 | Brno               | Sono Centrum              | Hämatom, Jerem.I | Křest desky Jerem.I - Jack In The Box |